# ميخائيل تشنغ
ميخائيل تشنغ (بالصينية: 鄭俊樑) هو ركوب الأمواج ‏ صيني، ولد في 30 أبريل 1994.

## وصلات خارجية
- ميخائيل تشنغ على موقع الاتحاد الدولي للملاحة الشراعية (موقع جديد) (الإنجليزية)
- ميخائيل تشنغ على موقع اللجنة الأولمبية الدولية (الإنجليزية)
- ميخائيل تشنغ على موقع أوليمبيديا (الإنجليزية)